# Caruso (brano musicale)
Caruso è una canzone del cantautore bolognese Lucio Dalla, incisa nel 1986. Presentata per la prima volta alla Rassegna San Martino Arte di San Martino Valle Caudina, è tratta dall'album dal vivo DallAmeriCaruso e ha raggiunto la seconda posizione in classifica per due settimane. 
Il brano, scritto dal cantautore durante il suo soggiorno a Sorrento, è considerato dalla critica come uno dei più grandi capolavori della musica contemporanea.

## Descrizione
Il ritornello deve molto a Dicitencello vuje, composta nel 1930, sia per il testo, che ha chiari riferimenti citazionistici alla canzone napoletana, sia per la musica.
Nel 2020 partecipa al concorso radiofonico I Love My Radio, a cui hanno preso parte in totale 45 canzoni.
Conta più di 106 milioni di riproduzioni su YouTube ed è il video più riprodotto del canale dell'artista bolognese.

## Significato del testo
In un'intervista, Dalla ha rivelato la genesi e il significato del testo della canzone. In seguito a un guasto alla propria imbarcazione, il cantautore si trovò costretto a soggiornare in un albergo a Sorrento, proprio nella stanza che anni prima aveva ospitato il tenore Enrico Caruso, poco prima della morte. Qui i proprietari dell'albergo gli raccontarono degli ultimi giorni della vita del tenore e della sua passione per una giovane a cui dava lezioni di canto. Da quei racconti Lucio Dalla trasse ispirazione per scrivere il brano. In un'intervista del 2008 nel programma TV Le invasioni barbariche, Dalla ha dichiarato che fu Angelo, barista che lavorava in un bar di Sorrento, a raccontargli di come sua zia fosse stata la cameriera di Caruso.

## Musicisti
- Lucio Dalla - voce
- Bruno Mariani - chitarra
- Roberto Costa -  pianoforte, basso e tastiere

## Video musicale
Lucio Dalla ha girato un video musicale in cui lo vediamo entrare in un albergo mentre l'addetto alla reception ascolta con il volume molto alto The Wild Boys del gruppo musicale britannico Duran Duran. Lucio Dalla spegne il radioregistratore per farsi sentire. Poi, dopo aver preso le chiavi della camera, l'addetto alla reception accende di nuovo il radioregistratore. Sulla strada verso la stanza, inizia la musica leggera di Caruso. 

## Interpretazioni
Il brano è oggi considerato un classico della canzone italiana e napoletana; ha venduto milioni di copie in tutto il mondo, inciso da innumerevoli interpreti in decine di versioni tradotte in altrettante lingue, tra le quali si ricordano:
- 1987: Pino Daniele in vari concerti a Napoli e Bologna; nel 1987 l’artista napoletano invitò Dalla a esibirsi con lui nello stadio Collana
- 1989: Bruno Venturini per l'album Bruno Venturini canta la Napoli di Caruso
- 1989: Luciano Pavarotti per l'album Tutto Pavarotti
- 1989: Anna Oxa per l'album Fantastica Oxa
- 1989: Luciano Pavarotti (singolo) (Decca Records, 425 840-7); album Tutto Pavarotti - Le canzoni italiane (Decca Records, 425 181-1 DH)
- 1990: Anna Oxa per l'album Oxa live con i New Trolls
- 1990: Maria Farantouri per l'album 17 Songs
- 1990: Mina per l'album Ti conosco mascherina
- 1990: Roberto Murolo per l'album Na voce, 'na chitarra
- 1990: Robertino per l'album Amore caro amore
- 1992: Sakis Boulas per l'album Zamanfou
- 1992: Ricchi e Poveri per l'album Allegro italiano
- 1993: Mercedes Sosa in album Sino
- 1994: Milva e James Last per l'album Dein ist mein Herz ganzes
- 1994: Andrea Bocelli per l'album Il mare calmo della sera
- 1996: Florent Pagny (singolo) (Philips, 578162-2); album Bienvenue chez moi (Mercury Records, 578162-2), pubblicato in Francia e Canada
- 1997: Ana Belén per l'album Mirame
- 1998: Etta Scollo per l'album Blu
- 1999: Al Bano per l'album Ancora in volo
- 1999: Julio Iglesias per l'album My life: The greatest hits
- 2001: Neal Schon per l'album Voice
- 2001: Russell Watson per l'album The voice
- 2002: Vitas in vari concerti e registrazioni in studio
- 2003: Lara Fabian per l'album En toute intimité
- 2003: Josh Groban per l'album Closer
- 2004: Zezé Di Camargo per l'album Ao vivo na estrada
- 2005: Katherine Jenkins per l'album La Diva
- 2005: Garðar Thór Cortes, tenore islandese, per l'album Cortes
- 2006: Mario Frangoulis per l'album Music of the night
- 2006: Jonas Kaufmann per l'album Dolce vita (Sony Classical – 88875183631)
- 2007: Paul Potts per l'album One chance
- 2008: Ainhoa e Miguel Nández nella compilation Operación Triunfo gala 9 - 9 diciembre 2002 (Vale Music – VLCDMX 1176-4)
- 2008: Next Time per l'album Next time
- 2008: Adoro per l'album Adoro con il titolo Es wird für ewig sein (Soda Music, 06025 1789588 1), pubblicato in Germania
- 2009: Hakan Aysev tenore turco in vari concerti, video
- 2011: Filippa Giordano per l'album Alma italiana, pasión latina
- 2011: Alfie Boe per l'album You'll Never Walk Alone - The Collection
- 2011: Tina Arena in vari concerti, video
- 2012: Roberto Carlos per l'album Ao Vivo em Jerusalém
- 2012: Al Bano per gli album Canta Italia e Fratelli d'Italia (versione in spagnolo)
- 2012: Rita Forte per l'album Dallacustico
- 2012: Irene Fargo per l'album Crescendo
- 2012: Lina Sastri per l'album Concerto napoletano live
- 2012: Dionigi D'Ostuni per l'album La voce del cuore
- 2012: Il Divo per l'album The greatest hits
- 2012: Paula Seling, video
- 2013: Fiorella Mannoia per l'album A te
- 2014: Paolo Nutini in concerto a Sanremo
- 2014: Gianna Nannini per l'album Hitalia
- 2015: Tony Cetinski featuring Radojka Šverko per l'album I prijatelji (Hayat Production – 063), pubblicato in Croazia, Bosnia ed Erzegovina
- 2015: Il Volo per l'album L'amore si muove
- 2015: Zezé Di Camargo per l'album Flores em vida - ao vivo
- 2016: Hélène Ségara in francese, con il titolo Un chant d'adieu, testo di Patrick Loiseau, per l'album Amaretti (Sony Music, 889853610228)
- 2016: Emer Barry soprano irlandese, (EP) Where rhe Magic Happens video
- 2017: Andrea Ramolo per l'album Nuda
- 2017: Céline Dion in vari concerti
- 2017: Jackie Evancho nell'album Two Hearts
- 2018: Metallica cover live il 12/02 all'Unipol Arena di Bologna per omaggiare il paese
- 2018: Ornella Vanoni cover durante i concerti del tour La mia storia
- 2018: Doro Pesch nell'album Forever Warriors, Forever United.
- 2020: Jovanotti per I Love My Radio
- 2021: Franco Simone nell'album Franco è il nome
- 2021: Ermal Meta nella serata cover al Festival di Sanremo 2021 ed alcune esibizioni
- 2021: Frida Bollani Magoni al Quirinale in occasione della Festa della Repubblica del 2021[10]
- 2024: Lorenzo Salvetti alla semifinale di X Factor 2024[11].

## Classifiche

### Classifiche settimanali
| Classifica (1992) | Posizione         |
| ----------------- | ----------------- |
| Brasile           | 9                 |
| Classifica (2012) | Posizione massima |
| Austria           | 43                |
| Francia           | 38                |
| Germania          | 61                |
| Italia            | 2                 |
| Paesi Bassi       | 68                |
| Spagna            | 30                |
| Svizzera          | 16                |

### Classifiche di fine anno
| Classifica (1992) | Posizione |
| ----------------- | --------- |
| Brasile           | 11        |
| Classifica (2012) | Posizione |
| Italia            | 71        |